# John Travolta
Pour les articles homonymes, voir Travolta.
John  Travolta [ d͡ʒɑn tɹəˈvoʊltə], né le 18 février 1954 à Englewood (New Jersey), est un acteur, chanteur, danseur et producteur américain. Il est connu pour ses rôles emblématiques dans La Fièvre du samedi soir (1977), Grease (1978), Pulp Fiction (1994) et Get Shorty (1995).
Il connaît la célébrité dès son plus jeune âge grâce à son rôle dans la série télévisée Welcome Back, Kotter (1975-1979), mais c'est au cinéma qu'il devient une superstar. En 1977, il incarne Tony Manero dans La Fièvre du samedi soir, un jeune homme passionné de danse cherchant à échapper à son quotidien difficile à travers les discothèques de Brooklyn. Le film lui vaut une nomination à l'Oscar du meilleur acteur. Il enchaîne ensuite avec le rôle de Danny Zuko dans Grease.
Après une période de carrière en demi-teinte dans les années 1980, il opère un retour spectaculaire grâce à Quentin Tarantino avec Pulp Fiction (1994), où il incarne Vincent Vega. Sa performance, saluée par la critique, relance sa carrière et lui vaut une seconde nomination aux Oscars, ainsi qu'un Golden Globe. Il engrange d'autres succès critiques et commerciaux, notamment Get Shorty (1995), Broken Arrow (1996), Phénomène (1996), et Volte-face (1997).
Il est également un pilote expérimenté et possède plusieurs avions. Il est également connu pour ses engagements philanthropiques, ses contributions à diverses œuvres de charité et son soutien à la recherche sur l'autisme, en partie motivé par son fils Jett, décédé tragiquement en 2009.

## Biographie

### Jeunesse
John Travolta est le benjamin de six enfants (il a deux frères et trois sœurs : Joey, Margaret, Sam, Ellen et Ann). Son père Salvatore, footballeur semi-professionnel qui deviendra commerçant et collaborateur d'une firme de pneus, est fils d'un immigré sicilien. Sa mère, Helen Cecilia (née Burke), est quant à elle d'origine irlandaise. Elle fut actrice, réalisatrice et chanteuse (dans un groupe de radio locale, les Sunshine Sisters) puis professeur d'anglais et d'art dramatique.
En 1970, il abandonne les études à l'âge de 16 ans pour se consacrer à la comédie musicale. Il prend des cours de claquettes avec Fred Norbert Kelly (en), le frère de Gene Kelly, et obtient différents petits rôles dans des comédies musicales de Broadway à New York (dont un petit rôle dans Grease en 1972) et le spectacle de music-hall rétro des Andrews Sisters.

### Carrière

#### Révélation fulgurante et passage à vide
En 1975, John Travolta débute dans la série télévisée Welcome Back, Kotter où il incarne un jeune homme désinvolte qui lui colle à la peau et le rend populaire aux États-Unis. En 1976, à la fin de la saison de cette série, il interprète le single Let Her In (en), atteignant la dixième place du Billboard Hot 100 en juillet de la même année.
En 1977, il atteint la consécration mondiale grâce à La Fièvre du samedi soir avec le rôle de Tony Manero suivi en 1978 de l'immense succès de l'adaptation au cinéma de la comédie Grease, où il joue Danny Zuko et chante avec sa partenaire Olivia Newton-John (Sandy Olson). Ces films sont parmi les films les plus rentables de la décennie. Grâce à leur don pour la danse et leur charisme, sa partenaire Olivia Newton-John et lui deviennent des phénomènes de société planétaires, des icônes et légendes vivantes du disco au succès duquel ils contribuent au niveau mondial. La bande originale du film accumule les premières places des hit-parades avec les titres You're the One That I Want, Summer Nights, Hopelessly devoted to you. Pour La Fièvre du samedi soir, Travolta gagne une nomination pour l'Oscar du meilleur acteur. De fait, à 24 ans, il devient un des acteurs les plus jeunes à avoir été nommé à l'Oscar du meilleur acteur. Sa mère et sa sœur Ann font des apparitions dans La Fièvre du samedi soir et sa sœur Ellen fait une apparition en tant que serveuse dans Grease.

En 1979, il connaît un de ses premiers échecs commerciaux avec le film Le Temps d'une romance de Jane Wagner. Resté en contact avec Brian De Palma, il demande à jouer, en 1981 dans son film Blow Out, ce que le réalisateur accepte. Comme John Travolta est à l'époque une véritable star, le film, au départ à petit budget, devient un « film énorme », qui coûte 18 millions de dollars. Mais c'est un échec commercial qui affecte durablement la carrière de John Travolta. De Palma jugera que l'échec de Blow Out provient en partie du fait qu'avec une star comme Travolta, les spectateurs s'attendaient à une histoire d'amour et non à une fin aussi dure que celle du film.

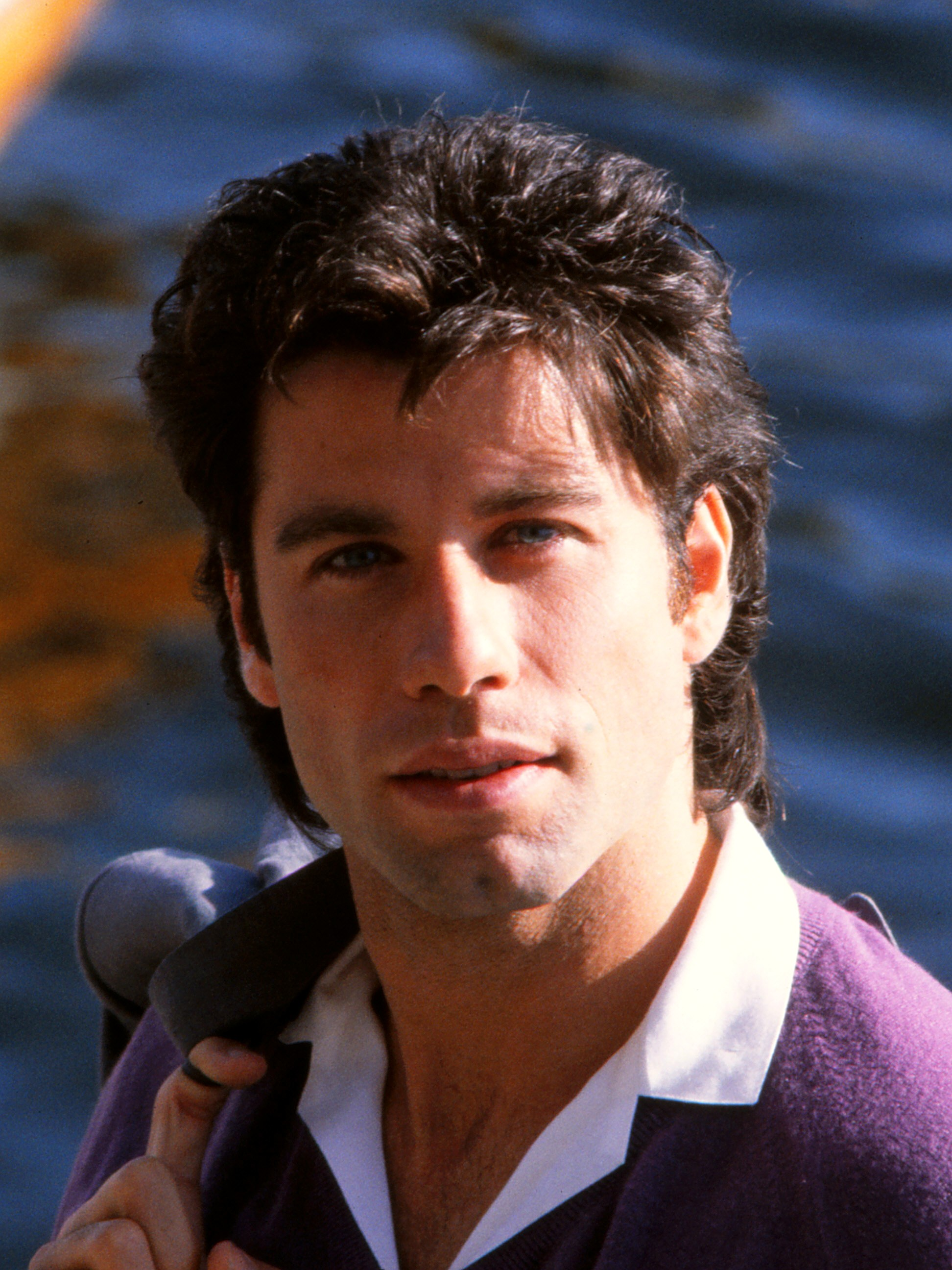
John Travolta en 1983.

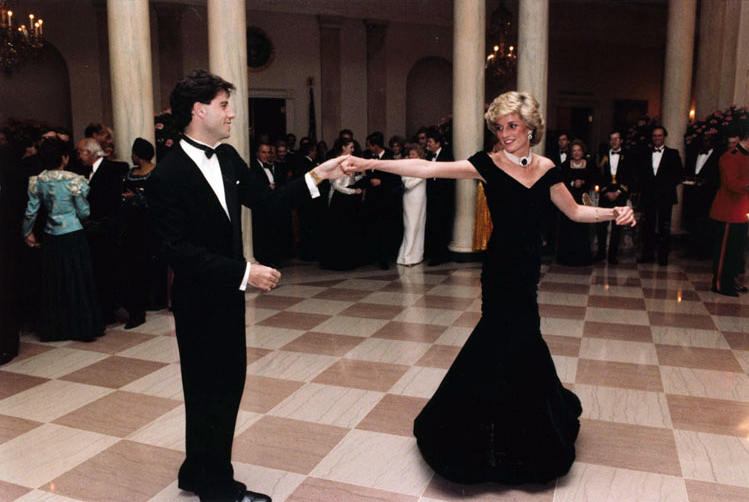
La princesse Diana et John Travolta, le 9 novembre 1985 à la Maison-Blanche.

Les années 1980 marquent la fin du disco et l'acteur enchaîne les demi-échecs jusqu'à la comédie familiale Allô maman, ici bébé ! en 1989 et ses suites Allô maman, c'est encore moi et Allô maman, c'est Noël, qui le font renouer avec le succès au box-office international.

#### Retour au premier plan
En 1994, il est contacté par Quentin Tarantino, dont Blow Out est un des trois films préférés, pour jouer dans Pulp Fiction, ce qui lui permettra de voir sa carrière renouer avec la gloire. Il est nommé pour ce film à l'Oscar du meilleur acteur en 1995. Le film obtient la Palme d'or du festival de Cannes 1994 et relance définitivement la carrière de John Travolta. Il redevient l'un des acteurs les plus demandés, les plus garants de succès au box-office et les mieux payés du monde avec 20 millions de dollars par film.
En 1995, il continue le film de gangsters avec Get Shorty, puis incarne l'archange Michael. À nouveau sollicité dans le domaine des films d'action, il tourne sous la direction de John Woo dans Broken Arrow et Volte-face, où il affronte Nicolas Cage dans un étonnant échange de rôles. Travolta joue ensuite face à Dustin Hoffman dans le drame Mad City de Costa-Gavras. Il fait également partie de la distribution impressionnante de La Ligne rouge de Terrence Malick.

#### Échecs et passage au second plan

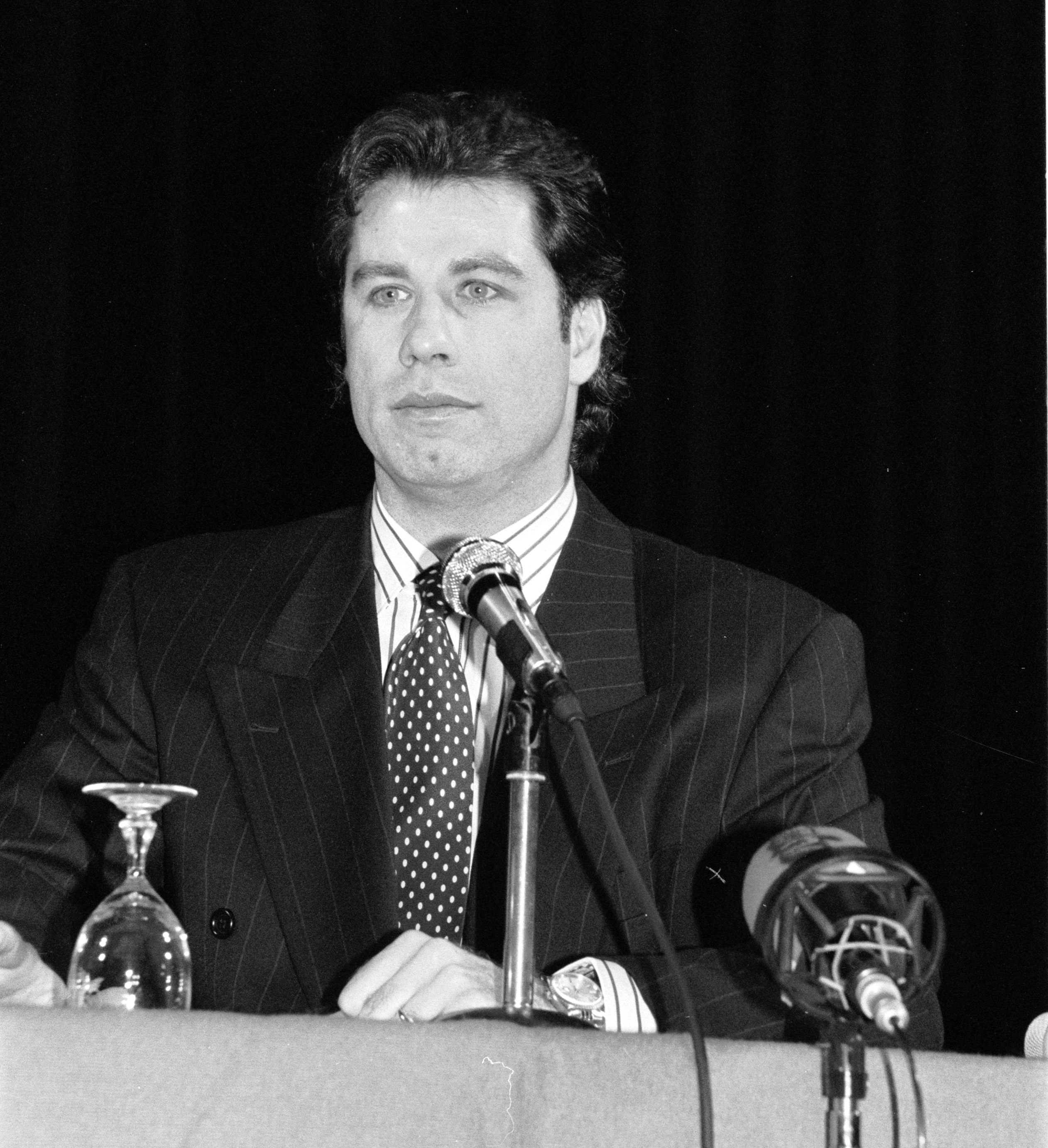
John Travolta (1991).

Au début des années 2000, John Travolta tourne dans le film Battlefield Earth d'après le roman en trois volumes de L. Ron. Hubbard. Il en est même le producteur, car ce film lui tient à cœur en raison de son engagement scientologue, mais le public ne suivra pas et le film sera un énorme échec. C'est la fin de sa seconde période prolifique qui a commencé en 1989.
Il revient cependant l'année suivante avec un rôle de terroriste patriote dans Opération Espadon, aux côtés de Hugh Jackman et Halle Berry. En 2002, il fait une apparition à la fois dans son propre rôle et dans celui du méchant Goldmember dans le troisième épisode de la saga Austin Powers, Austin Powers dans Goldmember. En 2003, neuf ans après Pulp Fiction, il retrouve Samuel L. Jackson dans Basic. En 2004, il tient le rôle d'Howard Saint, le « méchant » du film The Punisher, adaptation du comic Marvel. Il retrouve en 2005 son rôle de Chili Palmer qu'il tenait dans Get Shorty dix ans plus tôt pour sa suite, Be Cool.
En 2007, il revient à la comédie musicale avec Hairspray puis tourne dans le thriller d'action L'Attaque du métro 123 aux côtés de Denzel Washington. En 2010, il revient à l'action pure et dure en incarnant Charlie Wax dans From Paris with Love aux côtés de Jonathan Rhys-Meyers sous la direction de Pierre Morel. Le film est un échec commercial. En 2012, il joue un agent de la DEA corrompu dans le thriller d'Oliver Stone, Savages, qui obtient un succès modeste au box-office.
En novembre 2012, il sort avec Olivia Newton-John un album caritatif de chants de Noël This Christmas. Les bénéfices de cet album collaboratif sont donnés pour The Olivia Newton-John Cancer & Wellness Center et la Jett Travolta Foundation.
En 2013 il reçoit un prix d'honneur à l'occasion du 48e festival de Karlovy Vary, en République tchèque. Le réalisateur Oliver Stone le reçoit également.
Cette même année, il joue aux côtés de Robert de Niro dans le thriller Face à face qui sera un échec au box-office. Son incursion dans le western avec In a Valley of Violence ne trouve pas non plus son public.
En 2016, après plusieurs longs-métrages passés inaperçus, John Travolta rebondit avec succès à la télévision grâce à la série American Crime Story : L'Affaire O.J. Simpson, dans lequel il incarne l'avocat Robert Shapiro. Également producteur de la série, Travolta obtient un Primetime Emmy Award de la meilleure série limitée.
En 2018, il interprète un parrain de la mafia italo-américaine dans Gotti, un film qui lui tient à coeur mais qui est massacré par la critique.

### Vie privée

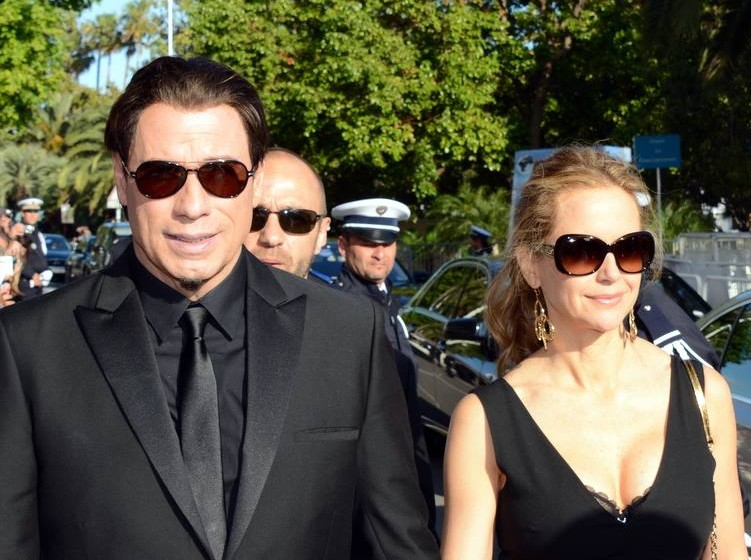
L'acteur avec son épouse Kelly Preston, au Festival de Cannes 2014, à l'occasion des 20 ans de Pulp Fiction.

John Travolta, comme son collègue Tom Cruise, est un membre actif de la scientologie. Il vit à Ocala en Floride, où il possède une villa dont l'architecture, à la mode des années 1960, comporte un aéroport avec des pistes privées. Il possède également des résidences à Santa Barbara, en Californie, à Islesboro dans le Maine et à Hawaï.
De 1976 à 1977, il est le compagnon de l'actrice Diana Hyland, qui meurt en 1977 d'un cancer du sein pendant le tournage de Saturday Night Fever.
Le 12 septembre 1991, il épouse l'actrice américaine Kelly Preston, avec qui il a trois enfants : Jett (né le 13 avril 1992, mort le 3 janvier 2009 d'une crise cardiaque consécutive à la maladie de Kawasaki), Ella Bleue (née le 3 avril 2000) et Benjamin (né le 23 novembre 2010). Le 12 juillet 2020, sa femme meurt des suites d’un cancer du sein,.
En mémoire de son fils Jett, autiste, John Travolta crée la Jett Travolta Foundation, une organisation à but non lucratif pour aider les enfants ayant des besoins spéciaux. Elle contribue à des organisations telles que l'Oprah Winfrey Leadership Academy for Girls (en), The Institutes for the Achievement of Human Potential (en), et le centre Simon-Wiesenthal,.

### Aviation

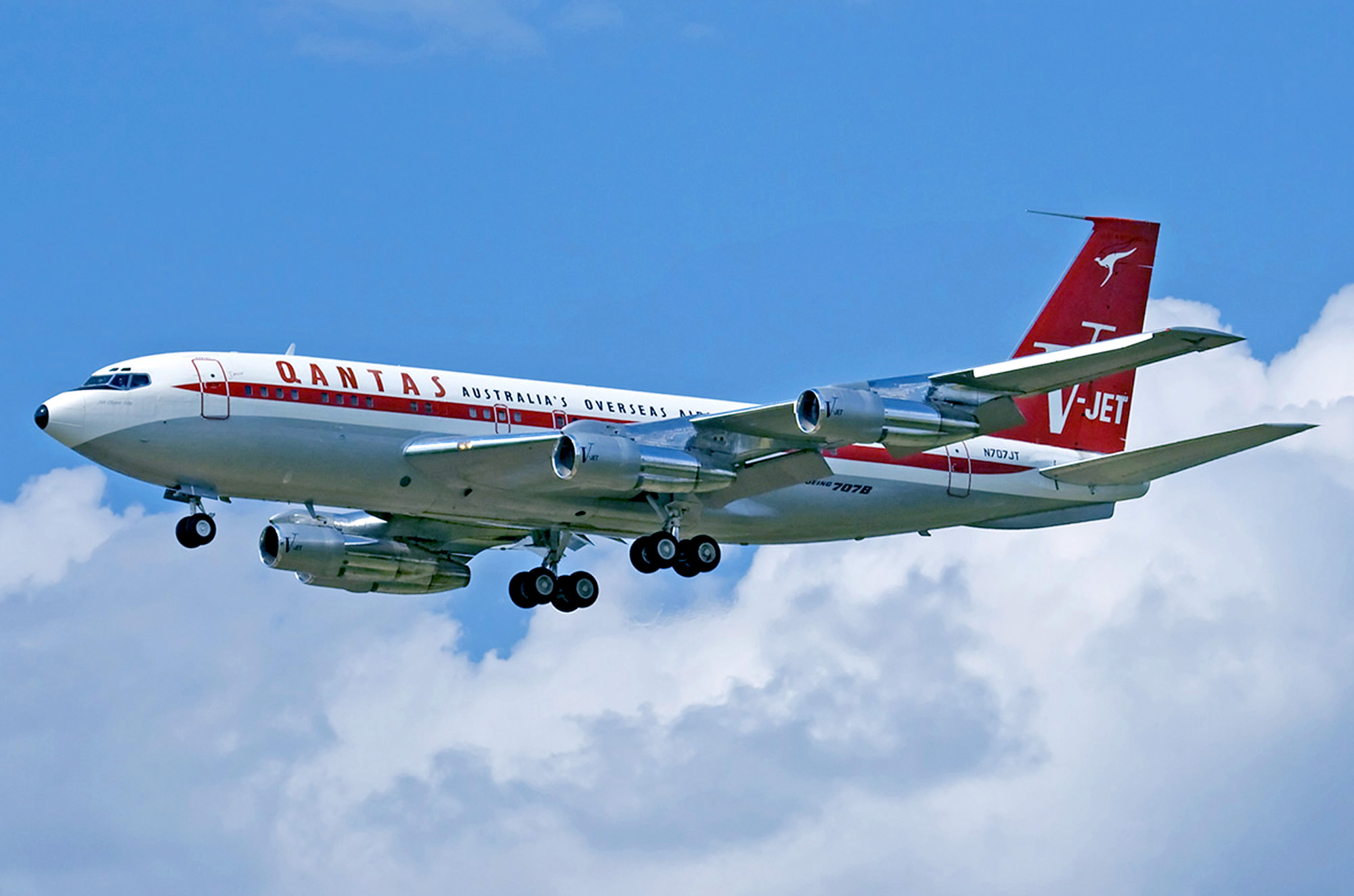
Ancien Boeing 707-138B de Qantas appartenant à John Travolta, au salon du Bourget de 2007

Passionné d'aviation, il a passé son brevet de pilote privé et se déplaçait partout dans le monde avec son Boeing 707: N707JT, qui a appartenu à la compagnie australienne Qantas (dont l'ensemble des frais est payé par son studio de production)[réf. nécessaire] et son jet Gulfstream G500 personnel qu'il pilote lui-même. Par ailleurs, il est l'ambassadeur de la compagnie Qantas. Il est l'auteur du livre Propeller One-Way Night Coach, qui raconte le premier vol du jeune Jeff à huit ans,.
Une polémique est née le 26 janvier 2010 lorsqu'on a appris que l'acteur avait débarqué la veille à Port-au-Prince, avec son propre jet et de l'aide humanitaire, ainsi qu'une équipe de secours composée de médecins et de « ministres du culte volontaires » issus de la scientologie.

## Filmographie

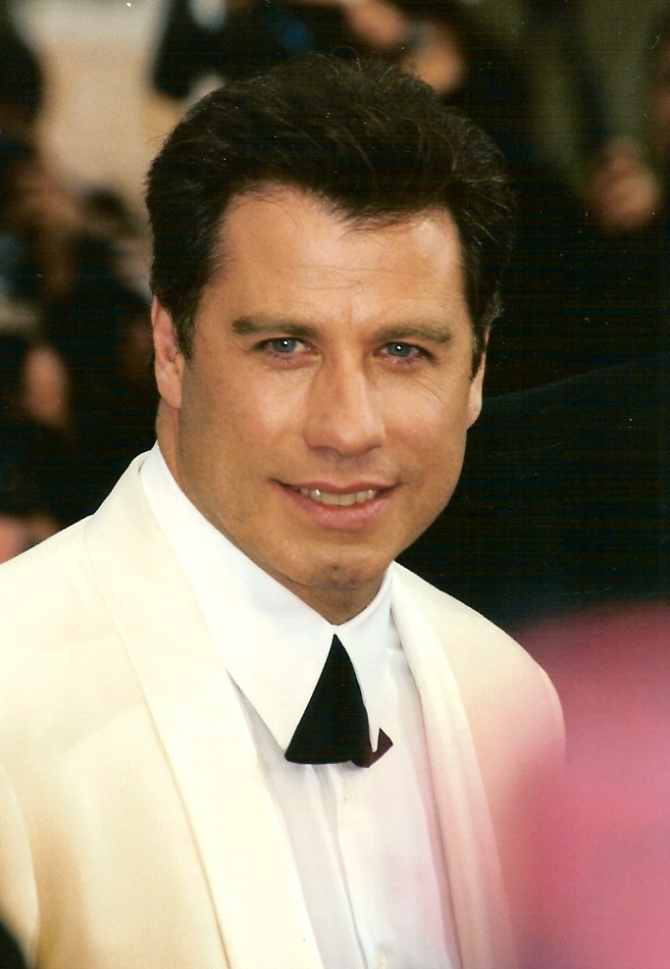
John Travolta au festival de Cannes 1997.

### Cinéma

#### Années 1970
- 1975 : La Pluie du diable (The Devil's Rain) de Robert Fuest : Danny
- 1976 : Carrie au bal du diable (Carrie) de Brian De Palma : Billy Nolan
- 1976 : L'Enfant bulle (The Boy in Plastic Bubble) de Randal Kleiser : Tod Lubitsh
- 1977 : La Fièvre du samedi soir (Saturday Night Fever) de John Badham : Tony Manero
- 1978 : Grease de Randal Kleiser : Daniel « Danny » Zuko
- 1978 : Le Temps d'une romance (Moment by Moment) de Jane Wagner : Strip Harrison

#### Années 1980
- 1980 : Urban Cowboy de James Bridges : Buford « Bud » Davis
- 1981 : Blow Out de Brian De Palma : Jack Terry
- 1983 : Staying Alive de Sylvester Stallone : Tony Manero
- 1983 : Second Chance (Two of a Kind) de John Herzfeld : Zack Melon.
- 1985 : Perfect de James Bridges : Adam Lawrence
- 1989 : Les Experts (The Experts) de Dave Thomas : Travis
- 1989 : Allô maman, ici bébé (Look Who's Talking) d'Amy Heckerling : James Ubriacco

#### Années 1990
- 1990 : Allô maman, c'est encore moi (Look Who's Talking Too) d'Amy Heckerling : James Ubriacco
- 1991 : Réclusion à mort ou Les Seigneurs de la ville (Chains of Gold) de Rod Holcomb : Scott Barnes (également scénariste)
- 1991 : Les Yeux d'un ange (Eyes of an Angel) de Robert Harmon : Bobby
- 1991 : Un cri du cœur (Shout)[16] de Jeffrey Hornaday : Jack Cabe
- 1993 : Allô maman, c'est Noël (Look Who's Talking Now) de Tom Ropelewski : James Ubriacco
- 1994 : Pulp Fiction de Quentin Tarantino : Vincent Vega
- 1995 : White Man (White Man's Burden) de Desmond Nakano : Louis Pinnock
- 1995 : Get Shorty : Stars et Truands (Get Shorty) de Barry Sonnenfeld : Chili Palmer
- 1996 : Broken Arrow de John Woo : major Vic « Deak » Deakins
- 1996 : Phénomène (Phenomenon) de Jon Turteltaub : George Malley
- 1996 : Michael de Nora Ephron : Michael
- 1997 : She's So Lovely de Nick Cassavetes : Joey Giamonti (également producteur)
- 1997 : Volte-face (Face-Off) de John Woo : Sean Archer / Castor Troy
- 1997 : Mad City de Costa-Gavras : Sam Baily
- 1998 : Primary Colors de Mike Nichols : gouverneur Jack Stanton
- 1998 : La Ligne rouge (The Thin Red Line) de Terrence Malick : brigadier-général Quintard
- 1998 : Préjudice (A Civil Action) de Steven Zaillian : Jan Schlichtmann
- 1998 : Welcome to Hollywood d'Adam Rifkin et Tony Markes : lui-même
- 1999 : Le Déshonneur d'Elisabeth Campbell (The General's Daughter) de Simon West : officier Paul Brenner ou Tom White

#### Années 2000
- 2000 : Battlefield Earth - Terre, champ de bataille (Battlefield Earth) de Roger Christian : Terl (également producteur)
- 2000 : Le Bon Numéro (Lucky Numbers) de Nora Ephron : Russ Richards
- 2001 : Opération Espadon (Swordfish) de Dominic Sena : Gabriel Shear
- 2001 : L'Intrus (Domestic Disturbance) de Harold Becker : Frank Morrison
- 2002 : Austin Powers dans Goldmember (Austin Powers in Goldmember) de Jay Roach : lui-même / Goldmember
- 2003 : Basic de John McTiernan : Tom Hardy
- 2004 : The Punisher de Jonathan Hensleigh : Howard Saint
- 2004 : Love Song (A Love Song For Bobby Long) de Shainee Gabel : Bobby Long
- 2004 : Piège de feu (Ladder 49) de Jay Russell : captaine Mike Kennedy
- 2005 : Be Cool de F. Gary Gray : Chili Palmer
- 2006 : Cœurs perdus (Lonely Hearts) de Todd Robinson : Inspecteur Elmer C. Robinson
- 2007 : Bande de sauvages (Wild Hogs) de Walt Becker : Woody Stevens
- 2007 : Hairspray d'Adam Shankman : Edna Turnblad
- 2008 : Volt, star malgré lui (Bolt) de Chris Williams et Byron Howard : Volt (voix)
- 2009 : L'Attaque du métro 123 (The Taking of Pelham 1 2 3) de Tony Scott : Dennis « Ryder » Ford
- 2009 : Les deux font la père (Old Dogs) de Walt Becker : Charlie

#### Années 2010
- 2010 : From Paris with Love de Pierre Morel : Charlie Wax
- 2012 : Savages d'Oliver Stone : Dennis
- 2013 : Face à face (Killing Season) de Mark Steven Johnson : Emil Kovac
- 2014 : L'Affaire Monet (The Forger) de Philip Martin : Raymond J. Cutter
- 2015 : Criminal Activities de Jackie Earle Haley : Eddie
- 2016 : The Revenge (I Am Wrath) de Chuck Russell : Stanley Hill
- 2016 : Life on the Line de David Hackl : Beau
- 2016 : In a Valley of Violence de Ti West : Marshal Clyde Martin
- 2018 : Gotti de Kevin Connolly : John Gotti
- 2018 : Speed Kills de Jodi Scurfield : Ben Aronoff
- 2019 : La Victoire dans le sang (Trading Paint) de Karzan Kader : Sam
- 2019 : The Poison Rose de George Gallo : Carson Phillips
- 2019 : The Fanatic de Fred Durst : Moose

#### Années 2020
- 2022 : Paradise City de Chuck Russell : Buckley
- 2023 : Mob Land de Nicholas Maggio : Bodie Davis
- 2024 : Cash Out d'Ives : Mason Goddard
- 2025 : High Rollers d'Ives : Mason Goddard

### Documentaires
- 1996 : Orientation: A Scientology Information Film (court métrage) : lui-même
- 1997 : Off the Menu: The Last Days of Chasen's : lui-même
- 1998 : Junket Whore : Lui-même
- 1999 : Our Friend, Martin de Rob Smiley et Vincenzo Trippetti : Papa de Kyle (voix)
- 2005 : Magnificent Desolation: Walking on the Moon 3D de Mark Cowen : James Benson « Jim » Irwin (voix)

### Télévision
- 1972 : Emergency! (en) - Saison 2, épisode 2 : Chuck Benson
- 1972 : Owen Marshall: Counselor at Law (en) - Saison 2, épisode 13
- 1973 : The Rookies - Saison 2, épisode 4 : Eddie Halley
- 1974 : Nightmare de William Hale : l'homme devant la boutique (non crédité)
- 1974 : Médecins d'aujourd'hui (Medical Center) - Saison 6, épisode 14 : Danny
- 1975-1979 : Welcome Back, Kotter - Saisons 1 à 4 : Vinnie Barbarino
- 1976 : The Tenth Level (en) de Charles S. Dubin : un étudiant (non crédité)
- 1976 : Mr. T and Tina (en) - Saison 1, épisode 1 : Vinnie Barbarino
- 1976 : L'Enfant bulle (The Boy in the Plastic Bubble) de Randal Kleiser : Tod Lubitch
- 1987 : Basements, sketch « The Dumb Waiter » de Robert Altman : Ben
- 1992 : Boris and Natasha: The Movie (en) de Charles Martin Smith : lui-même
- 2016 : American Crime Story (série télévisée, saison 1) de Ryan Murphy : Robert Shapiro[17]
- 2020 : Die Hart (série télévisée) : Ron Wilcox

### Clips
- 1987 : Skeletons, clip de Stevie Wonder
- 1989 : Liberian Girl, clip de Michael Jackson : lui-même
- 2019 : 3 to Tango, clip de Pitbull

## Voix françaises
En France, John Travolta a été doublé par vingt-sept comédiens différents. Parmi les plus fréquents, Renaud Marx,, et Antoine Tomé, l'ont doublé à six reprises chacun. Dominique Collignon-Maurin, Patrick Béthune, François Leccia et Thierry Hancisse l'ont aussi doublé respectivement à cinq, quatre et trois occasions pour les deux suivants. Par ailleurs, Daniel Russo a également été sa voix lors de la trilogie de films Allo maman, ici bébé et dans Broken Arrow. Dans Blow Out, c'est Gérard Depardieu qui assure le doublage. Dans Pulp Fiction le doublage est assuré par Michel Vigné.
Au Québec, Jean-Luc Montminy (décédé en août 2021) a été la voix québécoise régulière de l'acteur de 1990 à 2013.